# Клермон ан Аргон
Клермон ан Аргон (фр. Clermont-en-Argonne) насеље је и општина у североисточној Француској у региону Лорена, у департману Меза која припада префектури Верден.
По подацима из 2011. године у општини је живело 1567 становника, а густина насељености је износила 23,41 становника/km². Општина се простире на површини од 66,94 km². Налази се на средњој надморској висини од 295 метара (максималној 303 m, а минималној 163 m).

## Демографија
| 1962. | 1968. | 1975. | 1982. | 1990. | 1999. | 2011. |
| ----- | ----- | ----- | ----- | ----- | ----- | ----- |
| 1.377 | 1.575 | 1.605 | 1.778 | 1.794 | 1.767 | 1.567 |

График промене броја становника у току последњих година